# You May Not Kiss the Bride
You May Not Kiss The Bride es una película dirigida por Rob Hedden. La película es protagonizada por Dave Annable, Katharine McPhee y Rob Schneider. Un fotógrafo de mascotas ( Dave Annable) se verá envuelto en acción, aventuras y romance cuando lo obligan a casarse con una croata ( Katharine McPhee) y pasar la luna de miel en un resorte tropical... donde es secuestrada. 

## Producción
La película fue filmada en Hawái a principios de 2009. El presupuesto fue de más de $6 millones.

## Lanzamiento
La película se estrenó el 2 de septiembre de 2011 en Hawái, y se lanzó inicialmente en Estados Unidos, Rusia, Rumania, Hungría, Canadá y Latinoamérica.